# Richard Altwasser
Richard Francis Altwasser va ser un enginyer i inventor britànic, responsable pel disseny de maquinari de l'Spectrum.

## Biografia
Altwasser es va graduar al Trinity College de Cambridge amb una llicenciatura en enginyeria al juny de 1978. Va ser contractat per Sinclair Research el setembre de 1980. El seu primer treball assignat va ser escriure alguns programes per demostrar les capacitats de la nova ROM de 8 KiB i de l'expansió de memòria d'accés aleatori (RAM) de 16 KiB per al ZX80. Després d'això, va treballar en la placa de circuit imprès del ZX81.
Després del llançament del ZX81, Altwasser va ser promogut a l'equip de desenvolupament d'ordinadors i va treballar en el desenvolupament del ZX Spectrum, des dels primers debats tècnics al final del juliol de 1981. La seva principal contribució va ser el disseny del mode gràfic utilitzant menys de 7 KiB de memòria. Ell també va participar de les etapes preliminars del desenvolupament del ZX Microdrive.
Altwasser va deixar Sinclair al començament del maig de 1982 per establir la seva pròpia empresa, juntament amb Steve Vickers, autor del manual de l'Spectrum. Provisionalment anomenada Rainbow Computing Company, l'empresa es va convertir més endavant en Jupiter Cantab Limited.
Jupiter Cantab va llançar un únic producte, un ordinador domèstic anomenat Jupiter Ace. L'Ace va ser un fracàs tant al Regne Unit quant als mercats dels EUA. L'empresa es va declarar en fallida el novembre de 1983.